# Brzeszcze
Brzeszcze là một thị trấn thuộc huyện Oświęcimski, tỉnh Małopolskie ở nam Ba Lan. Thị trấn có diện tích 19 km². Đến ngày 1 tháng 1 năm 2011, dân số của thị trấn là 11555 người và mật độ 607 người/km².